# Maddalena Musumeci
Maddalena Musumeci, född 26 mars 1976 i Catania, är en italiensk vattenpolospelare (försvarare). Hon ingick i Italiens landslag vid olympiska sommarspelen 2004 och 2008.
Musumeci tog OS-guld i damernas vattenpoloturnering i samband med de olympiska vattenpolotävlingarna 2004 i Aten. Hennes målsaldo i turneringen var två mål. Fyra år senare i Peking slutade Italien på sjätte plats. EM-guld tog Musumeci 1995 i Wien, 1997 i Sevilla, 1999 i Prato samt 2003 i Ljubljana och VM-guld 1998 i Perth samt 2001 i Fukuoka.
Med klubblaget Orizzonte Catania vann Musumeci LEN:s europacup för damer, LEN Champions Cup, sex gånger (1998, 2001, 2002, 2004, 2006 och 2008).